# Lopo ibne Muça
Lube ibne Muça ibne Muça Furtune ibne Cassi Furtune (لب بن موسى بن موسى بن فرتون بن قازي بن فرتون; entre 810 e 820 — 875), melhor conhecido como Lopo ibne Muça, foi uale da cidade de Tudela. Foi filho de Muça ibne Muça governador de Tudela, Huesca e Saragoça no vale do Ebro no século IX. Foi casado com Aiabe Albilatia, de quem teve:
1. Maomé ibne Lube, uale de Tudela.
2. Auria ibne Lopo ibne Muça casada com Fortunio Garcês[1] rei de Pamplona e último soberano da Dinastia Iñiga.
3. Mutarrife ibne Lube